# Sollevamento pesi ai XV Giochi del Mediterraneo
Le competizioni di sollevamento pesi ai XV Giochi del Mediterraneo si sono svolte tutte presso il Palazzetto dello Sport della Gioventù Antonio Rivera di Almería. Le gare si sono svolte nelle categorie 56 kg, 62 kg, 69 kg, 77 kg, 85 kg, 94 kg, 105 kg e +105 kg per gli uomini, e 48 kg, 53 kg, 58 kg, 63 kg, 69 kg per le donne.

## Classifica generale
La classifica generale per nazione è la seguente:
| Uomini    | Uomini  | Uomini   | Donne     | Donne   | Donne    | Generale  | Generale | Generale |
| Posizione | Paese   | Medaglie | Posizione | Paese   | Medaglie | Posizione | Paese    | Medaglie |
| --------- | ------- | -------- | --------- | ------- | -------- | --------- | -------- | -------- |
| 1         | Turchia | 4        | 1         | Egitto  | 4        | 1         | Egitto   | 7        |
| 2         | Tunisia | 3        | 2         | Turchia | 3        | 2         | Turchia  | 7        |
| 3         | Egitto  | 3        | 3         | Algeria | 1        | 3         | Spagna   | 3        |
| 4         | Spagna  | 2        | 4         | Italia  | 1        | 4         | Tunisia  | 3        |
| 5         | Francia | 2        | 5         | Spagna  | 1        | 5         | Francia  | 2        |
| 6         | Grecia  | 1        |           |         |          | 6         | Algeria  | 1        |
| 7         | Libia   | 1        |           |         |          | 7         | Grecia   | 1        |
|           |         |          |           |         |          | 8         | Italia   | 1        |
|           |         |          |           |         |          | 9         | Libia    | 1        |